# Скуйиньш, Том
Том Скуйиньш (латыш. Toms Skujiņš; род. 15 июня 1991, Сигулда, Латвия) — латвийский профессиональный шоссейный велогонщик, выступающий с 2018 года за команду мирового тура «Trek-Segafredo».

## Достижения
2010
1-й - этап 1 Тур Мозеля
2-й - Гран-при Тарту
3-й - Чемпионат Латвии — индивидуальная гонка (U-23)
3-й - Мемориал Олега Дьяченко
5-й - Тур Жеводан Лангедок-Руссильон- Генеральная классификация
6-й - Париж — Тур U23
7-й - Coupe des Carpathes
8-й - ЗЛМ Тур
2011
2-й - Тур Фландрии U23
3-й - Чемпионат Латвии — индивидуальная гонка (U-23)
4-й - Классик Луар-Атлантик
8-й - Гран-при Таллинн — Тарту
2012
5-й - Гран-при Риги
2013
1-й  - Чемпион Латвии — групповая гонка (U-23)
1-й  - Велогонка Мира U23 - Генеральная классификация
1-й - этап 3
1-й - этап 2 Tour de Blida
3-й  - Чемпион Европы — групповая гонка (U-23)
3-й - Чемпионат Латвии — групповая гонка
3-й - Scandinavian Race Uppsala
5-й - Чемпион мира — групповая гонка (U-23)
7-й - Тур Гваделупы - Генеральная классификация
7-й - Тур Фландрии U23
8-й - Гран-при Рингерике
9-й - Тур де л’Авенир - Генеральная классификация
9-й - Гран-при Хаделанда
10-й - Тур Норвегии - Генеральная классификация
2014
1-й  - Тур де Бос - Генеральная классификация
1-й  - Очковая классификация
1-й  - Молодёжная классификация
1-й - этапы 2 и 5
6-й - Международный чемпионат Филадельфии по велоспорту
2015
1-й - UCI America Tour - Генеральная классификация
1-й - этап 3 Тур Калифорнии
1-й - Уинстон-Сэйлем Классик
2-й - Тур де Бос - Генеральная классификация
8-й - USA Pro Cycling Challenge - Генеральная классификация
2016
1-й - этап 5 Тур Калифорнии
2017
2-й - Международная неделя Коппи и Бартали - Генеральная классификация
1-й - этап 2
Чемпионат Латвии
2-й - индивидуальная гонка
10-й - групповая гонка
10-й - Гран-при Мигеля Индурайна
2018
1-й  - Чемпионат Латвии в индивидуальной гонке
1-й - Тре Валли Варезине
1-й - Trofeo Lloseta - Andratx
Тур Калифорнии
1-й  Горная классификация
1-й этап 3
7-й - Гран-при Ефа Схеренса
8-й - Классика Колорадо
2019
9-й Страде Бьянке

### Гранд-туры
| Гонка           | 2017 | 2018 |
| --------------- | ---- | ---- |
| Джиро д'Италия  | —    | —    |
| Тур де Франс    | —    | 82   |
| Вуэльта Испании | 123  | —    |

| — | Не участвовал |